# Pleins pouvoirs (Jean Giraudoux)
Pour les articles homonymes, voir Pleins pouvoirs.
 (mars 2025).
 (février 2012).
Si vous disposez d'ouvrages ou d'articles de référence ou si vous connaissez des sites web de qualité traitant du thème abordé ici, merci de compléter l'article en donnant les références utiles à sa vérifiabilité et en les liant à la section « Notes et références ».
Pleins pouvoirs est un essai de Jean Giraudoux paru en 1939 chez Gallimard.

## Citation
« Concluons. Dans l'équipe toujours remarquable des hommes d’État qui prétendent à la conduite de la France, le seul qui aura compris, celui auquel il conviendra de tresser plus tard des couronnes aussi belles qu'au ministre de la paix, sera le ministre de la race […]. Qu'importe que les frontières du pays soient intactes, si les frontières de la race se rétrécissent et si la peau de chagrin française est le Français ! […]  Le pays ne sera sauvé que provisoirement par les seules frontières armées : il ne peut l'être définitivement que par la race française, et nous sommes pleinement d'accord avec Hitler pour proclamer qu'une politique n'atteint sa forme supérieure que si elle est raciale, car c'était aussi la pensée de Colbert et de Richelieu. Mais il y a race et race. Il y a les races naturelles, déterminées par des caractéristiques physiques primaires, et il y a les races constituées, produit de la fusion de divers éléments ethniques. Les Prussiens - non les Allemands - peuvent prétendre appartenir à la première variété. Nous appartenons à la seconde. »